# New York University School of Law
New York University School of Law (conosciuta semplicemente come NYU Law) è una scuola universitaria di diritto della Università di New York, con sede a New York. È stata fondata nel 1835 ed è la più antica scuola di diritto della città di New York. È offre tre tipi di lauree: Juris Doctor (J.D.), Master of Laws (LL.M.), e Doctor of the Science of Law (J.S.D.). Nel 2019, è considerato da U.S. News & World Report come il sesto migliore facoltà di legge negli Stati Uniti, ed è considerato da Academic Ranking of World Universities come il quarto migliore facoltà di legge nel mondo.